# Rödkallen-SörÄspen
Rödkallen-SörÄspen este o arie protejată (arie specială de conservare — SAC, sit de importanță comunitară — SCI, arie de protecție specială avifaunistică — SPA) din Suedia întinsă pe o suprafață de 7.087,8 ha, integral pe uscat.

## Localizare
Centrul sitului Rödkallen-SörÄspen este situat la coordonatele 65°21′35″N 22°25′09″E / 65.3598°N 22.4192°E.

## Înființare
Situl Rödkallen-SörÄspen a fost declarat sit de importanță comunitară în decembrie 1995 pentru a proteja 2 specii de plante și 80 de specii de animale. Alte tipuri de protecție:
- arie de protecție specială avifaunistică (în decembrie 1996)[2]
- arie specială de conservare (în martie 2011)[1][3][4]

## Biodiversitate
Situată în ecoregiunile boreală și marină baltică, aria protejată conține 12 habitate naturale: Roci stâncoase cu vegetație pionieră de Sedo-Scleranthion sau Sedo albi-Veronicion dillenii, Litoraluri nisipoase din Baltica boreală cu vegetație perenă, Pășuni de coastă din Baltica boreală, Vegetație perenă pe țărmurile stâncoase, Insulițe și insule mici din Baltica boreală, Recifuri, Pajiști uscate europene, Mlaștini turboase de tranziție și turbării mișcătoare, Taiga vestică, Păduri naturale în etape succesive primare ale suprafețelor emergente de coastă, Bancuri de nisip acoperite în permanență slab de apă marină, Dune mobile cu vegetație embrionară.
La baza desemnării sitului se află mai multe specii protejate:
- plante (2): Artemisia campestris subsp. bottnica, Moehringia lateriflora
- păsări (78): minunița (Aegolius funereus), alca (Alca torda), rață pitică (Anas crecca), rață mare (Anas platyrhynchos), fâsă de luncă (Anthus pratensis), fâsă de pădure (Anthus trivialis), stârc cenușiu (Ardea cinerea), ciuf de câmp (Asio flammeus), rața moțată (Aythya fuligula), Branta leucopsis, Bucephala clangula, fugaci pitic (Calidris temminckii), caprimulg (Caprimulgus europaeus), scatiu (Carduelis spinus), Cepphus grylle, prundaș gulerat mare (Charadrius hiaticula), erete vânăt (Circus cyaneus), porumbel gulerat (Columba palumbus), cuc (Cuculus canorus), lebădă de iarnă (Cygnus cygnus), ciocănitoare neagră (Dryocopus martius), presură de grădină (Emberiza hortulana), presură de stuf (Emberiza schoeniclus), șoim de iarnă (Falco columbarius), vânturel roșu (Falco tinnunculus), muscar negru (Ficedula hypoleuca), cinteză (Fringilla coelebs), Fringilla montifringilla, becațină comună (Gallinago gallinago), cufundar polar (Gavia arctica), cufundar mic (Gavia stellata), ciuvică (Glaucidium passerinum), cocor (Grus grus), capîntortură (Jynx torquilla), Larus argentatus, pescăruș negricios (Larus fuscus), pescăruș râzător (Larus ridibundus), sitar de mal nordic (Limosa lapponica), gușă albastră (Luscinia svecica), rață catifelată (Melanitta fusca), ferestraș mic (Mergus albellus), ferestrașul mare (Mergus merganser), Mergus serrator, codobatură galbenă (Motacilla alba), muscar sur (Muscicapa striata), Numenius phaeopus, pietrar mediteranean (Oenanthe hispanica), pietrar sur (Oenanthe oenanthe), vultur pescar (Pandion haliaetus), Phalacrocorax carbo sinensis, notatița cu ciocul subțire (Phalaropus lobatus), codroșul de pădure (Phoenicurus phoenicurus), pitulice-fluierătoare (Phylloscopus trochilus), ciocănitoare de munte (Picoides tridactylus), ploier auriu (Pluvialis apricaria), mugurarul (Pyrrhula pyrrhula), aușel cu cap galben (Regulus regulus), lăstun de mal (Riparia riparia), eider (Somateria mollissima), lup de mare mic (Stercorarius parasiticus), chiră mică (Sterna albifrons), pescăriță mare (Sterna caspia), chiră de baltă (Sterna hirundo), Sterna paradisaea, Surnia ulula, silvie cu cap negru (Sylvia atricapilla), silvie de zăvoi (Sylvia borin), silvie de câmp (Sylvia communis),  cocoș de munte (Tetrao urogallus), fluierar negru (Tringa erythropus), fluierar de mlaștină (Tringa glareola), fluierar cu picioare verzi (Tringa nebularia), fluierarul de zăvoi (Tringa ochropus), fluierarul cu picioare roșii (Tringa totanus), sturzul viilor (Turdus iliacus), sturz-cântător (Turdus philomelos), sturz (Turdus pilaris), nagâț (Vanellus vanellus)
- mamifere (2): Halichoerus grypus, Phoca hispida botnica